# 大千手螺
大千手螺（学名：Chicoreus ramosus），是新腹足目骨螺科千手螺属的一种。主要分布于马来西亚、印度尼西亚、中国大陆、台湾，常栖息在低潮线下。

## 描述
大千手螺的壳大、重并且非常坚固，长度可达327-330毫米。它的轮廓为相对球形，具有很短的尖顶，其最引人注目的是突出，叶片状的纹饰。外壳为白色至浅棕色，内部为粉红色。